# Olšovany
Olšovany es un municipio del distrito de Košice-okolie en la región de Košice, Eslovaquia, con una población estimada a final del año 2024 de 680 habitantes.
Se encuentra ubicado en el centro de la región, en la cuenca hidrográfica del río Sajó (afluente derecho del Tisza) y cerca de la frontera con la región de Prešov y con Hungría.

## Demografía
| Año        | 1994 | 2004     | 2014     | 2024     |
| ---------- | ---- | -------- | -------- | -------- |
| Población  | 413  | 545      | 612      | 680      |
| Diferencia |      | +31,96 % | +12,29 % | +11,11 % |

| Año        | 2023 | 2024    |
| ---------- | ---- | ------- |
| Población  | 681  | 680     |
| Diferencia |      | −0,14 % |